# Boxeuropameisterschaften 1985
Die 27. Herren-Boxeuropameisterschaften der Amateure 1985 wurden vom 25. Mai bis zum 2. Juni 1985 in der ungarischen Hauptstadt Budapest ausgetragen. Dabei wurden 48 Medaillen in zwölf Gewichtsklassen vergeben. Die Boxer der DDR konnten fünf Gewichtsklassen gewinnen und waren damit die erfolgreichste Nation dieser Meisterschaft. Mit Emil Tschuprenski und Alexander Jagubkin konnten zwei Boxer ihren EM-Titel aus dem Jahr 1983 erfolgreich verteidigen.

## Ergebnisse
| Klasse                          | Gold                               | Silber                            | Bronze                                                      |
| Halbfliegengewicht (bis 48 kg)  | René Breitbarth DDR                | Iwajlo Marinow Bulgarien          | Karimżan Abdrachmanow Sowjetunion Róbert Isaszegi Ungarn    |
| Fliegengewicht (bis 51 kg)      | Dieter Berg DDR                    | Andrea Mannai Italien             | Krasimir Cholakow Bulgarien Shawn Casey Irland              |
| Bantamgewicht (bis 54 kg)       | Ljubiša Simić Jugoslawien          | Aleksandar Christow Bulgarien     | Tibor Botos Ungarn Jarmo Eskelinen Finnland                 |
| Federgewicht (bis 57 kg)        | Samson Chatschatrjan Sowjetunion   | Dragan Konovalov Jugoslawien      | Tomasz Nowak Polen Jari Grönroos Finnland                   |
| Leichtgewicht (bis 60 kg)       | Emil Tschuprenski Bulgarien        | Torsten Koch DDR                  | Jose Tuominen Finnland Nurlan Abdukalykow Sowjetunion       |
| Halbweltergewicht (bis 64 kg)   | Siegfried Mehnert DDR              | Imre Bácskai Ungarn               | Wjatscheslaw Janowski Sowjetunion Mirko Puzović Jugoslawien |
| Weltergewicht (bis 67 kg)       | Israel Akopkochjan Sowjetunion     | Joni Nyman Finnland               | Borislaw Abadschiew Bulgarien Dragan Vasiljević Jugoslawien |
| Halbmittelgewicht (bis 71 kg)   | Michael Timm DDR                   | Babken Sagradjan Sowjetunion      | Sandor Hranek Ungarn Michail Tachow Bulgarien               |
| Mittelgewicht (bis 75 kg)       | Henry Maske DDR                    | Zoltán Füzesy Ungarn              | Doru Maricescu Rumänien Filko Rushchukliev Bulgarien        |
| Halbschwergewicht (bis 81 kg)   | Nurmagomed Schanawasow Sowjetunion | Markus Bott BR Deutschland        | Pero Tadić Jugoslawien John Beckles England                 |
| Schwergewicht (bis 91 kg)       | Alexander Jagubkin Sowjetunion     | Gyula Alvics Ungarn               | Dejan Kirilow Bulgarien Arnold Vanderlyde Niederlande       |
| Superschwergewicht (über 91 kg) | Ferenc Somodi Ungarn               | Wjatscheslaw Jakowlew Sowjetunion | Aziz Salihu Jugoslawien Janusz Zarenkiewicz Polen           |

## Medaillenspiegel
| Rang | Land                            | Gold | Silber | Bronze | Gesamt |
| ---- | ------------------------------- | ---- | ------ | ------ | ------ |
| 1    | Deutsche Demokratische Republik | 5    | 1      | –      | 6      |
| 2    | Sowjetunion                     | 4    | 2      | 3      | 9      |
| 3    | Ungarn                          | 1    | 3      | 3      | 7      |
| 4    | Bulgarien                       | 1    | 2      | 5      | 8      |
| 5    | Jugoslawien                     | 1    | 1      | 4      | 6      |
| 6    | Finnland                        | –    | 1      | 3      | 4      |
| 7    | Italien                         | –    | 1      | –      | 1      |
| 7    | BR Deutschland                  | –    | 1      | –      | 1      |
| 9    | Polen                           | –    | –      | 2      | 2      |
| 10   | Irland                          | –    | –      | 1      | 1      |
| 10   | Rumänien                        | –    | –      | 1      | 1      |
| 10   | England                         | –    | –      | 1      | 1      |
| 10   | Niederlande                     | –    | –      | 1      | 1      |
|      | Gesamt                          | 12   | 12     | 24     | 48     |